# Тельбіса (нохія)
Тельбіса (араб. ناحية تلبيسة‎‎) — нохія у Сирії, що входить до складу району Ер-Растан провінції Хомс. Адміністративний центр — м. Тельбіса.
| Сирія | Це незавершена стаття з географії Сирії. Ви можете допомогти проєкту, виправивши або дописавши її. |